# Ostdeutscher Rundfunk Brandenburg
La Ostdeutsche Rundfunk Brandenburg (ORB, in sigla) è stata la rete televisiva pubblica locale del Land tedesco del Brandeburgo dal 12 ottobre 1991 al 30 aprile 2003, ed era affiliata ad ARD. La sede principale era situata a Potsdam. Con effetto dal 1º maggio 2003, la ORB si è fusa con la SFB dando vita alla RBB.